# 麥可莫
班傑明·哈蒙德·哈格蒂（Benjamin Hammond Haggerty，1983年6月19日—），藝名麥可莫（Macklemore，/ˈmæk.ləˌmɔːr/ mak-lə-mor），曾被称为Professor Mack Lemore，是一位来自西雅图的美國说唱歌手。他是一位关注社会的艺人，其歌曲提及了同性恋婚姻、种族和毒瘾。他于2000年开始独立发行音乐，现在与制片人Ryan Lewis合作。他已经发布了一张Mixtape，三张EP及两张专辑，却没有一张用厂牌撑腰。单“Thrift Shop”已经在YouTube超过十一億次观看次数，2013年曾在美国公告牌最热100单曲上排名第一，并售出220万份拷贝。这是自1994年以来第一次没有主流厂牌支持的歌曲在公告牌单曲榜上排名第一.随后，他们第二首单曲“Can't Hold Us”同样登上了单曲榜首位；这使得他们称为历史上第一个二人组合前两首单曲就在公告牌单曲榜双双登顶。
Macklemore 和 Ryan Lewis 于2012年10月9日发布了他们的第一张录音室专辑 The Heist，登上公告牌二百强专辑榜第二位。 他们的二人组在第56届格莱美奖上得到了七个奖项的提名，并最终赢得了最佳新人, 最佳饶舌专辑(The Heist), 最佳饶舌歌曲以及最佳饶舌表演（「Thrift Shop」）在内的四个大奖。

## 生平

### 2012–至今:The Heist

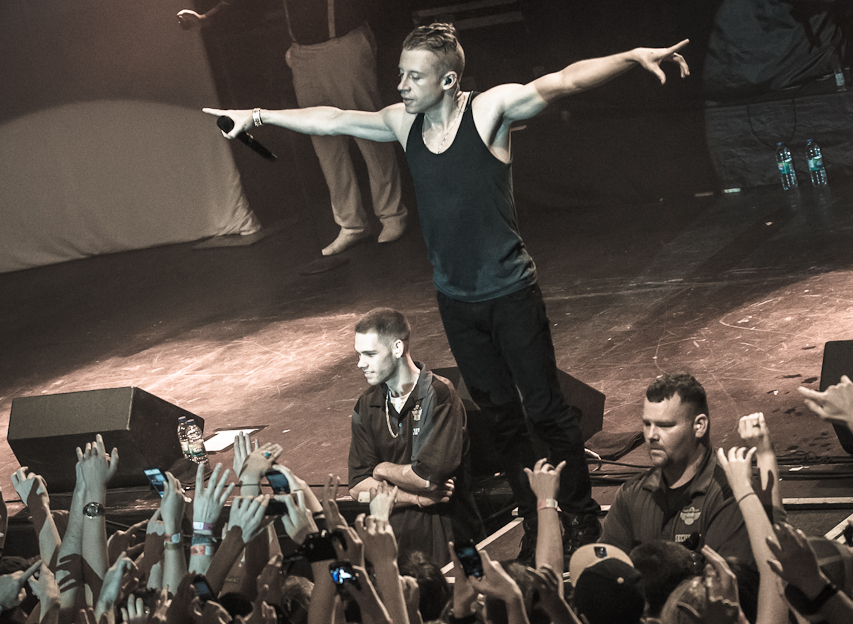
麥可莫於2012年11月1於其巡迴演唱會表達

2012年7月，Macklemore 和 Ryan Lewis 宣布他们的首张全长专辑The Heist将于2012年10月9日发布；随后会举行一个世界巡回演唱会以进行推广。先前发行的单曲“Same Love”于2012年7月18日发布，也会被收入专辑。
The Heist在美国公告牌二百强专辑榜上以第二位的姿态亮相，于2012年10月27日的一周销售超过78000份。 2012年10月30日，Macklemore和 Ryan Lewis 在“艾倫·狄珍妮秀”演唱“Same Love”，然后2013年1月18日演唱单曲“Thrift Shop”这首歌荣登公告牌百强单曲榜六个星期，也是他们在第一次在单曲榜登顶。

## 作品

### 专辑
- 《The Language of My World》（2005年）
- 《The Heist（英语：The Heist (album)）》 (与 Ryan Lewis共同创作)（2012年）
- 《Gemini（英语：Gemini (Macklemore album)）》（2017年）